# Stamnodes davidaria
Stamnodes davidaria är en fjärilsart som beskrevs av Charles Oberthür 1881. Stamnodes davidaria ingår i släktet Stamnodes och familjen mätare. Inga underarter finns listade i Catalogue of Life.